# Muzeji Mequinenza
Muzeji Mequinenza so trije muzejski prostori, ki se nahajajo v Mequinenzi (Aragon, Španija).
Sestavljajo jih Muzej rudnika, Muzej zgodovine Mequinenze in Muzej prazgodovine. Njihov cilj je širiti rudarsko in zgodovinsko dediščino mesta, še posebej starega mestnega jedra Mequinenza, ki je po izgradnji rezervoarja Ribarroja izginilo pod reko Ebro. Njegova lokacija je v šolski skupini María Quintana, zgrajeni leta 1927.

## Arhitektura
Stavba, v kateri je Muzej zgodovine Mequinenze, ima načrt v obliki črke E s podolgovatim osrednjim telesom, ki poteka ob sprednji fasadi z dvema stranskima podstavkoma in še enim vidnejšim osrednjim. Prvotno je imel dva vhoda ob straneh, ki sta ločevala šolo dečkov v pritličju in deklic v prvem nadstropju. Zadaj je bila zgrajena še ena majhna stavba, v kateri sta bila šolska jedilnica in vrtec.
Stavba je izdelana iz kvadratnega kamna, z obokano streho iz arabskih ploščic in lesenim napuščem, poudarjenim v slogu aragonskih renesančnih palač. Njegova okna so pravokotna, razen nekaj v zgornjem nadstropju, ki jih zaključuje spuščen lok. Zaradi zunanjega videza pride v stik z regionalističnimi arhitekturnimi tokovi prve tretjine 20. stoletja.

## Priznanja
Muzeji Mequinenze so od leta 2017 del Iberske mreže geominirajočih prostorov, združenja literarnih prostorov Espais Escrits in od leta 2020 Svetovne mreže vodnih muzejev Unesca.